# Regimen Salernske šole zdravstva
Regimen Sanitatis Salernitanum je srednjeveški regimen ali spisek naukov in nasvetov za ohranitev zdravja, ki so ga napisali zdravniki Salernske šole zdravstva med desetim in trinajstim stoletjem.

## Legendarni nastanek
Okoli leta 1103 se je knez Robert Normandijski na povratku iz prve križarske vojne ustavil v Salernu, ker ga je bila strupena puščica hudo ranila in je iskal pomoči pri zdravnikih Salernske šole. Ti so ugotovili, da bi treba strup iz rane izsesati, kar bi mu verjetno rešilo življenje, a bi bilo pogubno za človeka, ki bi mu pomagal. Robert ni hotel, da bi kdo zanj izgubil življenje, zato se je vdal v usodo. A čim je zaspal, mu je žena Sibila rano izsesala in ga s tem rešila, sama pa kmalu zatem umrla. Robert je moral kmalu zapustiti Salerno, ker je moral takoj zasesti kraljevi prestol v Angliji, kjer je bil pred kratkim umrl njegov brat kralj Viljem II. Pred odhodom je naprosil zdravnike, naj mu zapišejo vse njihove nasvete za ohranitev zdravja. Tako je nastal Regimen.

## Zgodovina
V poznem srednjem veku so bili regimeni posebna oblika književnosti, ki se je uveljavila v tedanji Italiji od dvanajstega stoletja dalje in je ostala v modi vse do šestnajstega stoletja. Regimen Salernske šole je bil le eden izmed mnogih zdravstvenih priročnikov, ki so se tedaj napisali. Zaradi poklicne sposobnosti piscev, ki so bili med najznamenitejšimi zdravniki tiste dobe, se je ta regimen takoj uveljavil povsod po Italiji in daleč po Evropi in je ostal skorajda edini, ki se ga zgodovina spominja.
Originalni spis je delo raznih avtorjev in sestoji iz 362 verzov, ki naj bi jih bili Salernci pripravili za Roberta Normandijskega, a vse kaže, da segajo nekateri odlomki še v deseto stoletje. S časom se je delo izpopolnjevalo in se povečalo na 2130 verzov, med katerimi je kaj lahko ugotoviti prispevke mnogih piscev, bodisi po vsebini kot po obliki. Nekateri moderni literarni zgodovinarji celo dvomijo, da so vsi dodani verzi prišli izpod peresa zdravnikov Salernske šole, saj prinašajo zadnje izdaje dela kar 3520 verzov.
Delo je bilo izdano več kot tristokrat in prevedeno je bilo v skoraj vse evropske jezike ter v nekatere azijske. Zadnji prevodi v angleščino in nemščino so iz preteklega stoletja, zadnja italijanska izdaja je iz leta 2001.

## Oblika
Salernski regimen je v teku stoletij izšel z raznimi naslovi, od katerih so se ohranili sledeči: 
- Regimen Sanitatis Salernitanum (Salernski regimen zdravja),
- Medicina Salernitana (Salernsko zdravstvo),
- De conservanda bona valetudine (Kako ohraniti dobro zdravje),
- Flos medicinae Scholae Salerni (Cvet zdravstva Salernske šole).

Spisan je v latinščini in prinaša v uvodu posvetilo angleškemu kralju. Če upoštevamo legendo, bi tega kralja istovetili z Robertom Normandijskim, sinom Viljema Osvajalca, a nekateri zgodovinarji menijo, da je angleški kralj, ki mu je delo posvečeno, Edvard III., ki je vladal od leta 1042 do leta 1060. Priročnik je sestavljen v leoninskih verzih, ki imajo rimo ali asonanco na sredini, in v navadnih heksametrih z zaporedno rimo. Osnovnih 362 verzov je prvič komentiral Arnaldo da Villanova, ki je bil učenec Salernske šole in učitelj šole v Montpellieru v trinajstem stoletju.
Nadvse zanimiva je enostavna oblika izražanja in poljudni način učenja, ki sta dovolila, da je bilo delo dostopno tudi neukemu ljudstvu. Prav jasna govorica, ki ne posega po učenem izražanju in filozofskem razmotrivanju, je dovolila, da je ta regimen dosegel izredno močan vpliv na ljudstvo, kakršnega so tedaj imeli le verski spisi. Preprosti in prepričevalni slog je predhodnik humanističnih del italijanske renesanse in je še stoletja ostal vzor akademskega razlaganja.

## Vsebina
Regimen Salernske šole je v glavnem zbirka higienskih pravil, čeprav obravnava zdravje na splošno in skuša nuditi nasvete za slučaj vsake bolezni. Govori namreč o naravnih elementih in letnih časih, opisuje živila in človeška počutja, svetuje uporabo zdravilnih zelišč in moralno neoporečnost, a vse to so le sredstva, ki morajo voditi do ravnovesja med človekom in naravo. Za dosego tega ravnovesja mora človek primerno skrbeti ne samo za duševni blagor, kot so veleli srednjeveški nauki, pač pa tudi za telesno zdravje, kar se doseže v prvi vrsti s higieno in zmernostjo.
To stališče je popolnoma razumljivo, če se upoštevajo higienske razmere tistih časov. Starorimska kopališča in terme so bile že davno razdejane in pozabljene, pa tudi rimski vodovodi, ki so nekoč dovajali vodo, so bili večinoma porušeni. Barbarski vdori in propad rimske civilizacije sta uničila vse naprave in objekte javne koristi. Temu razdejanju se je pozneje pridružil pojav meništva, ki je bil zelo razširjen v tedanji Italiji. Velja omeniti na primer, da so benediktinska pravila dovoljevala le najskromnejše in le obdobno umivanje telesa. Premožnejše družine, ki so si lahko dovolile dovolj veliko leseno posodo, v kateri so se drug za drugim vsi člani okopali v isti vodi, so to opravljale več ali manj skrivaj, saj je bilo pregrešno.
Proti temu mišljenju so se borili regimeni, predvsem regimen Salernske šole. Ljudstvu je bilo treba najprej povedati, da skrb za telo ni greh, pač pa naravna potreba. Nato je bilo treba podrobno opisati, kako naj človek ohrani zdravje. Salernski regimen uči: »Ko se zbudiš, se takoj razgibaj, nato se obleci, se počeši in si umij roke. Dobro umij zobe in usta.« O kopanju pa piše: »Kopeli so lahko popolne ali samo delne. ... Topla voda in sopara odstranjujeta nezdravo potenje, blažita bolečine, odpirata pore, dajata telesu počitek, privabljata sen...«
Popolnoma nasprotna napaka, ki so jo skušali regimeni odpraviti, je bila požrešnost, zato so učili zmernost v hrani in pijači.
Po stoletjih daje ta dvojna naloga Salernskih zdravnikov precej jasno podobo takratnega socialnega stanja prebivalstva: na eni strani tako bogati ljudje, da obolijo zaradi požrešnosti, na drugi pa tako revni in neuki, da se niti ne umivajo.

## Primerjava Salernskega regimena z Galateom
Kmalu po letu 1550 je bil v Italiji priobčen Galateo, v katerem je Giovanni Della Casa postavljal pravila olikanega vedenja. Knjiga je bila več kot tri stoletja priročnik primernega obnašanja in njen naslov, galateo, je v italijanščini že dolgo od tega postal občno ime za priročnik o lepem vedenju. Nekatere odlomke iz te slovite knjige je zanimivo primerjati z odlomki Salernskega regimena; čeprav je namreč Galateo tri stoletja mlajši, opisuje ponekod mnogo bolj nazadnjaško miselnost.
Tako na primer v petem poglavju Galateo opisuje ljudi, ki »tiščijo gobec v krožnik juhe kakor svinje, popolnoma prevzeti od hrane, in ne odmaknejo ne oči ne rok od živil, temveč goltajo z napolnjenimi lici, kot bi pihali v trobento, in si pacajo roke do komolcev in mečkajo prtičke kot bi bile brisalne cunje, a se ne sramujejo, da si z njimi brišejo pot od preobilne hrane«. - Regimen pa zapisuje: »Obilno kosilo škoduje želodcu.«" in »Ne pij, če nisi žejen, ne jej, če si sit.«
Galateo pravi (29. poglavje), da se nekateri »zaletijo k mizi, da si napolnijo obe strani ust s hrano, tako da se lica napihnejo«. - V regimenu pa piše: »Kratko in lahko kosilo malokdaj škoduje.« in »Če po navadi ne večerjaš, ti bo večerja škodovala.«
V istem poglavju Galateo spominja na ljudi, ki »podrsajo zobe s prtičkom ali s prstom, nakar pred drugimi splaknejo usta z vinom, ki ga nato pljunejo«. - Salernski regimen pa svetuje: »Dobro si umij zobe in usta.« in »Pred drugimi usta samo na zunaj obriši; ko boš sam, jih tudi znotraj umij.«
V tretjem poglavju Galateo govori o osebi, ki »škriplje z zobmi, kašlja in kiha in s tem škropi ljudi okoli sebe«, nato pa o primeru, ko nekdo »vtika nos v sosedov kozarec, ker ga meni povonjati, a pri tem se pripeti, da iz nosa kanejo tiste reči, ki se človeku studijo«. - Salernci se pa niso spuščali v tako neprijetne podrobnosti, temveč so enostavno svetovali: »Pogosto si umivaj roke. Ko se po kosilu umiješ, imaš dvojno korist: čiste roke in bister pogled.«